# Wasserbehälter Bisamberg

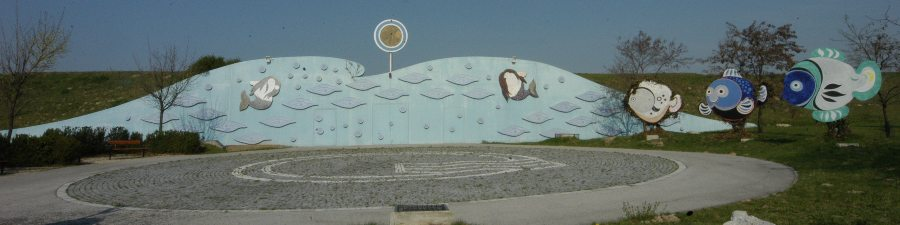
Behälter Bisamberg

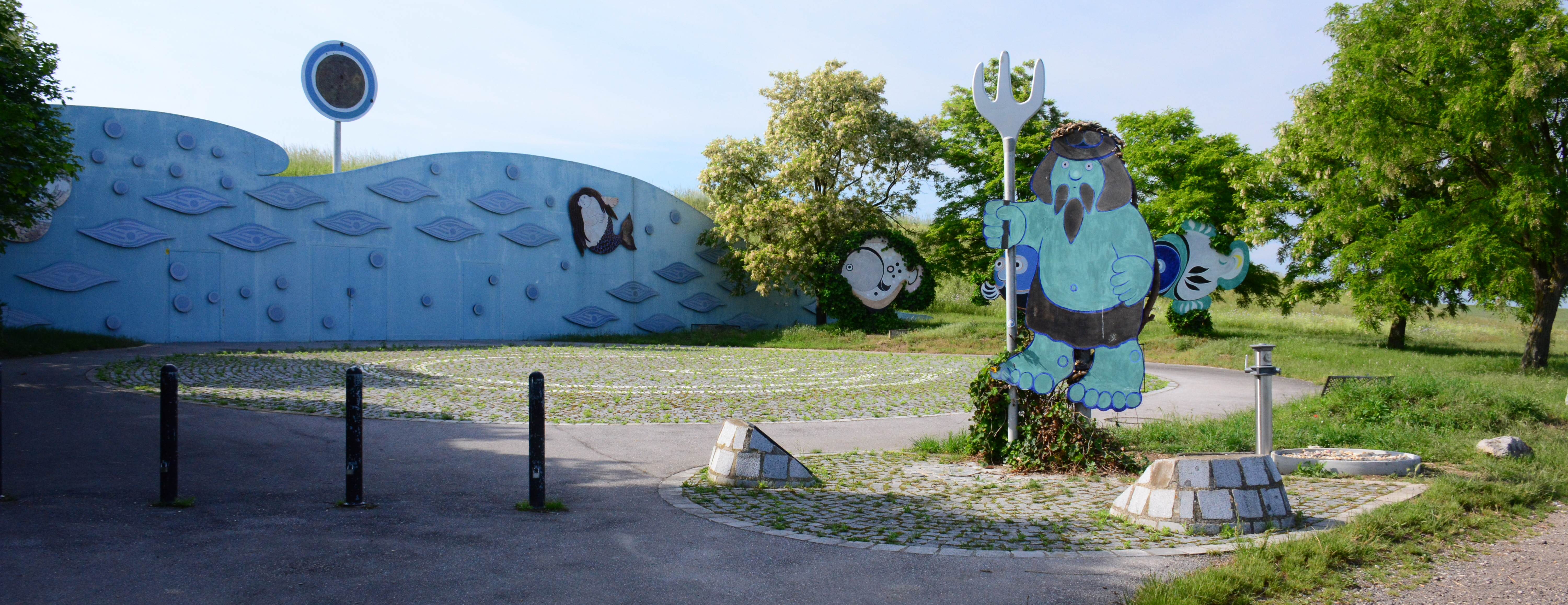
Der Wasserbehälter Bisamberg im Jahr 2015

Der Wasserbehälter Bisamberg der Wiener Wasserwerke wurde zwischen der Grundsteinlegung am 8. November 1993 und der Eröffnung am 18. September 1996 sowohl als erster „transdanubischer“ (lokale Bezeichnung für die jenseits der Donau liegenden Wiener Bezirke 21. und 22.) Wasserbehälter als auch als erster auf einem frei zugänglichen Areal errichtet. Er liegt in Stammersdorf am Osthang des namensgebenden Bisambergs.
Der Behälter Bisamberg fasst in zwei Kammern 60.000 Kubikmeter Trinkwasser, womit die rund 100.000 Haushalte von Floridsdorf und Donaustadt im Notfall etwa zwei Tage lang versorgt werden können.
Zweck der Errichtung des Behälters war die Bevorratung und damit erfolgende Herstellung der Versorgungssicherheit für die jenseits der Donau gelegenen Bezirke Floridsdorf und Donaustadt sowie die Speicherung von Trinkwasser aus den Wiener Hochquellenleitungen zur Abdeckung des Spitzenverbrauchs mit damit verbundene Reduktion von Druckschwankungen. Die Wasserentnahme aus dem Grundwasserwerk Lobau kann dadurch reduziert werden.
Technisch gesehen ist der Behälter ein so genannter „Gegenbehälter“, der an das Leitungsnetz der Wiener Wasserwerke nur über eine einzige Rohrleitung angeschlossen ist. Die Errichtung des Bauwerks samt Rohrleitungen von 11,6 Kilometern Länge kostete rund 600 Millionen Schilling (43,6 Millionen Euro) (228 Millionen Schilling oder 16,6 Millionen Euro für den Behälter selbst sowie 372 Millionen Schilling oder 27 Millionen Euro für den Rohrleitungsbau). Die Konstruktion als Gegenbehälter und der damit verbundene Entfall einer zweiten Anschlussleitung ersparte der Stadt Wien Kosten in Höhe von rund 200 Millionen Schilling oder 14,5 Millionen Euro.
Mit der künstlerischen Ausgestaltung des Behälters Bisamberg, der als erster und einziger Wasserbehälter der Wiener Wasserwerke nicht eingezäunt und daher frei zugänglich ist, wurde der Künstler Gottfried Kumpf beauftragt. Die von der Brünner Straße aus sichtbare wellenförmig geschwungene Fassade des Behälters besteht aus blau eingefärbtem Beton und ist gemeinsam mit dem Vorplatz mit aus emailliertem Stahl gefertigten Figuren von Fischen, Nixen und einem Wassermann geschmückt. Auch die Lieblingsfigur von Gottfried Kumpf, der Asoziale, ist vertreten.